# Juan Luis Lillo
Juan Luis Lillo Jara (n. Calama, Chile; 11 de julio de 1983) es un futbolista chileno que juega como mediocampista de amplia campaña en el fútbol de indonesia, actualmente juega en el persipon pontianak(primera división de Indonesia), Estuvo en uno de los mejores Planteles de todo los tiempos de Cobreloa.

## Clubes
| Club               | País      | Año       |
| ------------------ | --------- | --------- |
| Cobreloa           | Chile     | 2002-2003 |
| Persigo Gorontalo  | Indonesia | 2004-2005 |
| PSPS Pekanbaru     | Indonesia | 2006-2007 |
| Persema Malang     | Indonesia | 2008      |
| Chainat            | Tailandia | 2010-2011 |
| Persipon Pontianak | Indonesia | 2014-Act. |

- Datos: Q5950773